# Richard Saul
Richard Ernest Saul (Dublino, 16 aprile 1891 – Regno Unito, 30 novembre 1965) è stato un aviatore e generale britannico.

## Biografia
Saul nacque a Dublino nel 1891, ed, all'inizio della prima guerra mondiale, era un sottotenente del Royal Army Service Corps, ma nel 1916 fu promosso Flying Officer (osservatore) nel 16º squadrone del Royal Flying Corps. Durante la guerra fu posto al comando del 4º squadrone e, dopo l'armistizio, anche del 7º e 12º squadrone. Nel 1925 gli fu dato il comando del 2º squadrone. Appassionato di sport, Saul ha giocato rugby e hockey per la RAF; nel 1928 e nel 1932 fu campione di tennis della RAF.
Nel settembre del 1933 fu nominato Commanding Officer del 203º squadrone, che operava a Bassora e nel 1935 guidò un gruppo di navi volanti del suo squadrone, per un lungo viaggio da Plymouth a Bassora.
Durante la seconda guerra mondiale, fu promosso comandante del 13º gruppo, del 12º gruppo e ufficiale dell'Air Defences Eastern Mediterranean.
Saul si ritirò dalla RAF il 29 giugno 1944 e servì poi come presidente dell'United Nations Relief and Rehabilitation Administration nella Penisola balcanica., e vicepresidente della Commissione internazionale dei trasporti a Roma. Dopo aver lasciato Roma nel 1951, iniziò a lavorare come direttore della libreria dell'Università di Toronto fino al ritiro nel 1959. Saul morì il 30 novembre 1965 dopo essere stato investito da un'auto due giorni prima.